# Персук, Николай Николаевич
Николай Николаевич Персук (6 ноября 1953, Поповичевская, Кагановический район, Краснодарский край) — советский футболист, нападающий, советский и российский тренер. Мастер спорта СССР. Один из лидеров клуба «Динамо» (Ставрополь) по числу проведённых матчей (474) и забитых голов (143).

## Биография
Начинал играть в футбол в коллективах физкультуры Краснодарского края. В составе команды «Заря» (Калининская) становился чемпионом края среди команд общества «Урожай». Получил предложение о переходе в ведущую команду края — «Кубань», но после отставки её тренера Будагина переход сорвался.
В середине 1972 года перешёл в ставропольское «Динамо». Свой первый гол забил во второй игре, в ворота вологодского «Динамо» после выхода на замену. Со следующего сезона стал основным игроком и лидером атак клуба, регулярно забивал более 10 голов за сезон, а в 1976 году отличился 26 раз. Выполнял роль таранного центрфорварда, а вместе с ним в линии атаки ставропольцев играли фланговые форварды Владимир Нехтий и Сергей Ярлыков, позднее также Виктор Завалий и Сергей Крестененко. По стилю игры Персука сравнивали со звездой сборной ФРГ тех времён Гердом Мюллером.
В 1979 году в составе ставропольского клуба стал победителем зонального турнира второй лиги. В октябре того же года ненадолго перешёл в ростовский СКА, сыграл 3 матча в высшей лиге и забил гол в ворота донецкого «Шахтёра», тем самым помог команде избежать вылета из высшей лиги. Ещё до окончания сезона вернулся в Ставрополь.
В 1980—1981 годах выступал со своей командой в первой лиге. В 1983 году стал обладателем Кубка РСФСР, а в 1985 году снова одержал победу в зональном турнире второй лиги. Стал серебряным призёром Спартакиады народов РСФСР в составе сборной Ставропольского края (1978). В последние годы карьеры был переведён на позицию левого инсайда.
В середине 1986 года завершил карьеру в командах мастеров, затем некоторое время играл в соревнованиях КФК.
Несколько раз входил в тренерский штаб ставропольского «Динамо», а в июне 2010 года в течение двух недель исполнял обязанности главного тренера. Также работал детским тренером.

## Личная жизнь
Внук — футболист ставропольского «Динамо» Виталий Яновский (род. 1996).